# Marcescenza

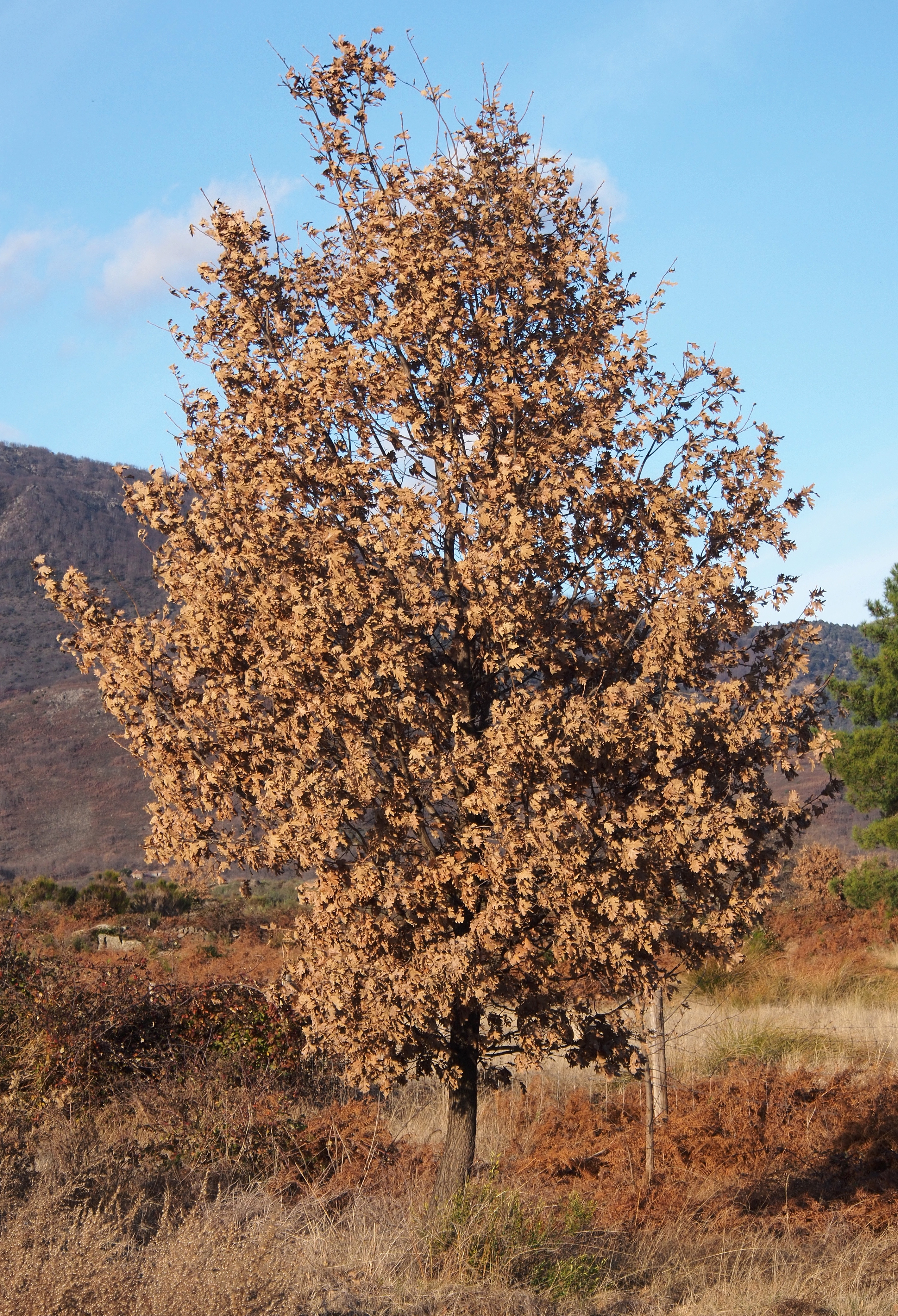
Quercus pyrenaica marcescente.

La marcescenza (sostantivo, l'aggettivo corrispondente è marcescente) in botanica indica il fenomeno per cui le foglie di alberi e arbusti caducifoglie, dopo avere terminato il periodo vegetativo e attuato il cambiamento di colore, restano in maggior parte attaccate all'albero durante tutta la stagione fredda (autunno e inverno) fino alla successiva primavera, quando nasceranno le nuove foglie.
Due alberi che sono soliti essere caratterizzati da questo fenomeno sono la quercia dei Pirenei (Quercus pyrenaica) ed, in misura inferiore, numerose piante di faggio (Fagus sylvatica).